# Hemsedal
Hemsedal er en kommune i Buskerud fylke i Norge. 
Den grænser til Vang, Vestre Slidre, Nord-Aurdal, Gol, Ål, og Lærdal. Højeste punkt er Høgeloft der er 1.921 moh.
Den var en del af  Viken fylke som blev etableret 1. januar 2020, men opløst fra 1. januar 2024.
Hemsedal er mest kendt for sine muligheder for skiaktiviteter og er kendt som "Skandinaviens Alper".
Hemsedal et yndet sted også om sommeren hvor der er  muligheder for lystfiskeri i elven Hemsil, fjeldvandring, golf, klatring og andre aktiviteter.

## Galleri
- Hemsedal Kirke
- Hotel Fanitullen midt i Hemsedal by
- Skogshorn i Hemsedal